# Вильянуэва, Бенигно Бенхамин
Бенигно Бенхамин Вильянуэва (в некоторых источниках ошибочно Виллануэва, исп. Benigno Benjamín Villanueva; 1815—1872 или 1873) — военный аргентинского происхождения, согласно распространённой версии его биографии состоявший в разное время на мексиканской, испанской, османской и российской службе. Документальные доказательства этого (по крайней мере, относительно российского периода) не обнаружены. Известный аргентинский журналист Исидоро Хильберт, бывший шеф бюро ТАСС в Буэнос-Айресе, в книге «Золото Москвы» (исп. El oro de Moscú; 1994), посвящённой истории аргентино-советских отношений, характеризует сюжет о Вильянуэве как легенду.

## Предполагаемая биография
Родился в Буэнос-Айресе в семье военного и юриста Мигеля де Вильянуэвы, происходившего из Мендосы. После убийства соперника на дуэли был вынужден поступить в армию солдатом, но затем дослужился до майора. В середине 1840-х гг. под командованием генерала Хосе Марии Паса участвовал в различных вооружённых конфликтах в Аргентине и в Гражданской войне в Уругвае, затем отправился в Мексику, где участвовал в Американо-мексиканской войне 1848 года. Недолгое время занимался торговлей в Калифорнии, потом перебрался в Испанию, где оказался в окружении генерала Хуана Прима. С началом Крымской войны вошёл в состав испанской миссии генерала Прима при османской армии и в сентябре 1854 года в составе одной из османских дивизий прибыл в Крым, где, как утверждается, вскоре после начала осады Севастополя решил перейти на сторону России, потому что посчитал несправедливой войну нескольких стран против одной. Якобы принимал участие в боях на Малаховом кургане и в его окрестностях, в вооружённых стычках использовал лассо — традиционное аргентинское орудие. За возглавленную после гибели командира успешную атаку якобы получил чин полковника российской армии. По окончании Крымской кампании остался в России, командовал кавалерийским полком. В 1872 году отправился в составе российской армии то ли на Кавказ, то ли в Хивинское ханство (в аргентинских источниках предполагается также Афганистан), где и погиб.
Как отмечал историк Александр Сизоненко, по крайней мере российский период биографии Вильянуэвы ничем не подтверждён — по его предположению, в связи с тем, что иностранные офицеры, переходившие на службу в армию Российской империи, должны были принять русифицированную фамилию, и фамилия, под которой служил Вильянуэва, неизвестна. В испаноязычных источниках фамилия Вильянуэвы на русской службе передаётся как Вильяноков (исп. Villanokoff).

## Происхождение легенды
В 1877 году в отчёте Министерства иностранных дел Аргентины была опубликована деловая переписка, связанная со смертью в Аргентине сеньоры Рафаэлы Лосада де Вильянуэва, после которой должен был вступить в наследство её сын Бенигно Вильянуэва, состоявший, по сведениям аргентинского суда, на военной службе в России: по дипломатическим каналам в Россию был направлен соответствующий запрос через посольство Аргентины во Франции, и в ответном письме посол России во Франции граф Николай Орлов сообщил, что ни одного офицера аргентинского происхождения среди российских военных не обнаружено.
Спустя 11 лет аргентинский писатель Пастор Облигадо в книге «Предания Буэнос-Айреса» (исп. Tradiciones de Buenos Aires; 1888) изложил подробную историю Вильянуэвы-Вильянокова. В версии Облигадо Вильяноков получает генеральское звание из рук Александра II, который называет его «лучшим кавалеристом Европы», и на этом его биография обрывается. Книга Облигадо носила сугубо литературный характер, развивая специфический для латиноамериканской литературы жанр предания (исп. Tradición) — повествования на исторические темы, лишённого документальной основы; Облигадо считается важнейшим представителем этого жанра в Аргентине.
Однако во второй половине XX века о Вильянуэве, со ссылкой на книгу Облигадо, стали писать как о вполне реальной фигуре (в частности, Альфонсо Бульнес Кальво в 1967 г. пересказал сюжет Облигадо в своём предисловии к изданию писем Хуана Баутисты Альберди к его однофамильцу Франсиско Хавьеру Вильянуэве, назвав Бенигно «самым интересным носителем этой фамилии»), a в 1980 году в одной из крупнейших аргентинских газет La Nación судьбе Вильянуэвы посвятил статью «Вильянуэва, маршал России» (исп. Villanueva, mariscal de Rusia) Хорхе Карлос Митре (1917—2007), журналист и музейный деятель, член семьи основателей и владельцев газеты. Со ссылкой как на архивы Министерства иностранных дел, так и на книгу Облигадо Митре пересказал историю Вильянуэвы как подлинную, упомянув и о том, что под началом генерала Паса Вильянуэва сражался вместе с молодым офицером Бартоломе Митре, будущим президентом Аргентины и прадедом автора статьи.
В дальнейшем эта история была также пересказана в ряде беллетристических сочинений — в частности, Вильянуэве целиком посвящена повесть Клаудио Моралеса Горлери «Полёт кондора» (исп. El Vuelo del Cóndor; 2015, в 2017 году вышла отдельным изданием под названием «Бенигно Вильянуэва»), автор которой, дипломированный военный историк, ссылается в предисловии на ряд архивных разысканий, будто бы свидетельствующих, что Бенигно Вильянуэва действительно существовал и по крайней мере в 1847 году сражался в Мексике в армии генерала Санта-Анны. Горлери утверждает также, что герой его книги женился в 1856 году на дочери А. С. Пушкина, а окончил свои дни в 1888 году, поскольку входил в свиту императора Александра III и был среди жертв крушения императорского поезда. Ещё в одном аргентинском источнике сообщается, что в бытность свою придворным Вильяноков виртуозно играл на балалайке. Вильянуэва также фигурирует как один из персонажей в романе Эдуардо Бельграно Роусона «Тайные записки из Америки» (исп. Noticias secretas de América; 1998).